# Stratigraphie basée sur la présence de conodontes
Les conodontes forment une classe éteinte d'animaux dont les appareils buccaux servant à leur alimentation, appelées dents, cones ou éléments, sont des microfossiles communs trouvés dans les strates allant de l'étage 10 du Furongien, la quatrième et dernière série du Cambrien, jusqu'à l'étage du Rhétien au Trias tardif. 

Ces éléments peuvent être utilisés seuls ou en corrélation avec d'autres types de fossiles (graptolites, trilobites, ammonites, fusulinidés, ...) dans le sous-domaine de la stratigraphie appelé biostratigraphie.
La systématique des conodontes est un bel outil bio-stratigraphique vu leur diversité et leur rapide évolution. À ce niveau, ils priment facilement sur d'autres fossiles biostratigraphiques.
La discipline de la biostratigraphie basée sur la présence de conodontes est relativement jeune. Elle débute dans les années 1990.
On trouve de 0 à 1 000 conodontes (en moyenne) dans une roche d'un kilogramme (si celle-ci est susceptible d'accueillir ce fossile). Ils sont principalement étudiés en micro-paléontologie.

## Conodontes de l'ère Paléozoïque

### Conodontes du Cambrien

#### Début et milieu du Cambrien
Des espèces de conodontes existent dès ces époques, mais aucune n'est choisie pour caractériser des étages stratigraphiques.
Les conodontes font leur apparition au cours de l'étage 2 (connu aussi en tant que Tommotien) au Cambrien inférieur.

#### Fin du Cambrien
Il a été suggéré que Eoconodontus notchpeakensis puisse être un marqueur de l'étage 10 du Furongien, la quatrième série du Cambrien.
En 2006, un groupe de travail a proposé qu'on utilise plutôt la première apparition de Cordylodus andresi. 
Aujourd'hui, la première apparition de E. notchpeakensis est préférée par de nombreux auteurs parce que l'espèce a une répartition globale et qu'on la retrouve d'une façon indépendante du facies (l'espèce est trouvée sur les plateaux continentaux et dans les zones intertidales).
La proposition de l'utilisation de Eoconodontus notchpeakensis incorporerait aussi un marqueur non-biostratigraphique pour corréler le début de l'étage 10 globalement. 
Une modification isotopique du cycle du carbone (l'événement HERB est détectable dans la partie la plus ancienne de la zone de E. notchpeakensis.

### Conodontes de l'Ordovicien

#### Début de l'Ordovicien
La base du Trémadocien, l'étage le plus ancien de l'Ordovicien, est définie comme la première apparition de Iapetognathus fluctivagus à la section du point stratotypique mondial à Terre-Neuve.
Aucune espèce de conodontes n'est associée avec la base du Floien, le second étage de l'Ordovicien. 
Le sommet de l'étage (qui correspond aussi à la base du Dapingien) est défini par la première date d'apparition de l'espèce de conodontes Baltoniodus triangularis.

#### Milieu de l'Ordovicien
La base du Dapingien, le troisième étage de l'Ordovicien, est définie comme la première apparition de Baltoniodus triangularis.
La base du Darriwilien, le quatrième étage de l'Ordovicien, repose juste au-dessus de la zone Nord-Atlantique du conodonte Microzarkodina parva. 
La base repose aussi sur la partie supérieure de la zone nord-américaine du conodonte Histiodella altifrons.
L'étage du Whiterock référe principalement au début du Trias moyen en Amérique du Nord. 
Le terme est souvent utilisé dans la littérature ancienne avec un sens global. 
Le Whiterock s'étale sur une période allant de 471.8 (ca. 472) à 462 m.a., soit une durée de près de 10 millions d'années. 
Officiellement, son début est défini comme la toute première occurrence des conodontes Protoprioniodus aranda ou Baltoniodus triangularis.

#### Fin de l'Ordovicien
Aucune espèce de conodontes n'est associée avec le Sandbien, le Katien, ou l'Hirnantien, les cinquième, sixième et septième étages de l'Ordovicien.
L'espèce Baltoniodus gerdae a été trouvée dans le Sandbien précoce au niveau de la Formation de Bromide, dans l'Oklahoma, aux États-Unis.

### Conodontes du Silurien

#### Llandovery
L'époque du Llandovery s'étend de 443.8 ± 1.5 à 433.4 ± 2.8 m.a. 
Elle est subdivisée en trois étages: le Rhuddanien, durant jusqu'il y a 440.8 millions d'années, l'Aéronien, durant jusqu'il y a 438.5 millions d'années, et le Télychien.
Le Télychien (fin du Llandovery) peut être défini en Estonie par cinq zones à conodontes (Pterospathodus eopennatus ssp. n. 1, P. eopennatus ssp. n. 2, P. amorphognathoides angulatus, P. a. lennarti et de P. a. lithuanicus).

#### Wenlock
Le Wenlock, qui s'étend de 433.4 ± 1.5 à 427.4 ± 2.8 m.a, est subdivisé entre le Sheinwoodien (jusqu'il y a 430.5 millions d'années) et l'étage de l'Homérien.
Le Sheinwoodien est défini entre la biozone 5 à acritarches et la dernière occurrence de Pterospathodus amorphognathoides. 
Le point stratotypique mondial est à Hughley Brook à Apedale, au Royaume Uni.

#### Ludlow
Le Ludlow, qui s'étend de 427.4 ± 1.5 à 423 ± 2.8 m.a, comprend l'étage du Gorstien, durant jusqu'il y a 425.6 millions d'années, et l'étage du Ludfordien.

### Conodontes du Dévonien

#### Début du Dévonien
Le début du Dévonien s'étend de 419.2 ± 2.8 à 393.3 ± 2.5 m.a . 
Il commence avec l'étage du Lochkovien, qui dure jusqu'au Pragien. 
Celui-ci s'étend de 410.8 ± 2.8 à 407.6 ± 2.5 m.a, et est suivi de l'Emsien, qui dure jusqu'à ce que le Dévonien moyen ne commence, il y a 393.3 ± 2.7 millions d'années.

#### Milieu du Dévonien
Le milieu du Dévonien comprend deux subdivisions, l'Eifelien qui est suivi du Givétien; il y a 387.7 ± 2.7 millions d'années.

#### Fin du Dévonien
Enfin, le Dévonien tardif commence avec le Frasnien, qui s'étend de 382.7 ± 2.8 à 372.2 ± 2.5 m.a, et qui est suivi par la subdivision du Famennien, dont le début et la fin sont marqués par des événements d'extinction. 
Ceci dura jusqu'à la fin du Dévonien, il y a 358.9 ± 2.5 millions d'années. 
À ce dernier étage, un événement biologique se produisit (Extinction de Kellwasser) où toutes les espèces d' Ancyrodella et d' Ozarkodina, ainsi que la plupart de celles des genres Palmatolepis, Polygnathus et Ancyrognathus, disparurent. 
Le Famennien (372.2 ± 1.6 m.a) est défini par un clou d'or du point stratotypique mondial situé à la carrière de Coumiac, dans la Montagne Noire en France, où il y a une abondance biologique de Palmatolepis triangularis.

Le Famennien se subdivise en huit biozones à conodontes :
- Zone à Siphonodella praesulcata
- Zone à Palmatolepis expansa
- Zone à Palmatolepis postera
- Zone à Palmatolepis trachytera
- Zone à Palmatolepis marginifera
- Zone à Palmatolepis rhomboidea
- Zone à Palmatolepis crepida
- Zone à Palmatolepis triangularis

### Conodontes du Carbonifère

#### Mississippien (Carbonifère inférieur)
Le Tournaisien, l'étage le plus ancien du Mississippien contient huit biozones à conodontes:
- la zone de Gnathodus pseudosemiglaber et de Scaliognathus anchoralis
- la zone de Gnathodus semiglaber et de Polygnathus communis
- la zone de Dollymae bouckaerti
- la zone de Gnathodus typicus et de Siphonodella isosticha
- la zone de Siphonodella quadruplicata et de Patrognathus andersoni (zone supérieure de Patrognathus andersoni)
- la zone basse de Patrognathus andersoni
- la zone de Patrognathus variabilis
- la zone de Patrognathus crassus

Le Viséen, le second étage du Mississippien, contient quatre biozones à conodontes:
- la zone de Lochriea nodosa
- la zone de Lochriea mononodosa
- la zone de Gnathodus bilineatus
- la zone de Gnathodus texanus

Le Serpukhovien, le troisième étage du Mississippien, inclut quatre biozones à conodontes:
- la zone de Gnathodus postbilineatus
- la zone de Gnathodus bollandensis
- la zone de Lochriea cruciformis
- la zone de Lochriea ziegleri

#### Pennsylvanien (Carbonifère supérieur)
Le Bashkirien, l'étage le plus ancien du Pennsylvanien, contient six biozones basées sur des conodontes:
- la zone de Neognathodus atokaensis
- la zone de Declinognathodus marginodosus
- la zone de Idiognathodus sinuosus
- la zone de Neognathodus askynensis
- la zone de Idiognathoides sinuatus
- la zone de Declinognathodus noduliferus

La base du Moscovien, le second étage du Pennsylvanien, est proche des premières apparitions des conodontes Declinognathodus donetzianus et Idiognathoides postsulcatus. 

Une proposition d'utiliser la première apparition du conodonte Diplognathodus ellesmerensis existe, mais puisque cette espèce est rare et que  son évolution est relativement mal connue, elle n'a pas été acceptée pour le moment. 
Le Moscovien peut être divisé biostratigraphiquement en cinq biozones à conodontes:
- la zone de Neognathodus roundyi et de Streptognathodus cancellosus
- la zone de Neognathodus medexultimus et de Streptognathodus concinnus
- la zone de Streptognathodus dissectus
- la zone de Neognathodus uralicus
- la zone de Declinognathodus donetzianus

Le sommet du Kasimovien, le troisième étage du Pennsylvanien, est proche de la première apparition du conodonte Streptognathodus zethus. 
Le Kasimovien est subdivisé en trois biozones à conodontes:
- la zone de Idiognathodus toretzianus
- la zone de Idiognathodus sagittatus
- la zone de Streptognathodus excelsus et de Streptognathodus makhlinae

La base du Gzhélien, l'étage le plus récent du Pennsylvanien, est placée à la première apparition de Streptognathodus zethus. 
Le sommet de l'étage (qui est aussi la base du système du Permien) est placé à la première apparition de Streptognathodus isolatus au sein de la chronocline de Streptognathus "wabaunsensis". 
L'étage du Gzhélien est subdivisé en cinq biozones, basées sur le genre de conodonte Streptognathodus:
- la zone de Streptognathodus wabaunsensis et de Streptognathodus bellus
- la zone de Streptognathodus simplex
- la zone de Streptognathodus virgilicus
- la zone de Streptognathodus vitali
- la zone de Streptognathodus simulator

### Conodontes du Permien

#### Cisuralien
La base de l'étage de l'Assélien est aussi la base de la série du Cisuralien et du système du Permien. 
Elle est définie comme la place dans les enregistrements stratigraphiques où les fossiles de Streptognathodus isolatus font leur apparition. 
Le sommet de l'étage de l'Asselien (qui est aussi la base de l'étage du Sakmarien) est placé à la première apparition de l'espèce de conodontes Streptognathodus postfusus. 
L'Asselien contient cinq biozones à conodontes:
- la zone de Streptognathodus barskovi
- la zone de Streptognathodus postfusus
- la zone de Streptognathodus fusus
- la zone de Streptognathodus constrictus
- la zone de Streptognathodus isolatus

La base de l'étage du Sakmarien est positionnée à la première apparition de Streptognathodus postfusus dans les enregistrements fossiles. 
Le sommet du Sakmarien (qui est aussi la base de l'Artinskien) est défini comme la place dans les enregistrements stratigraphiques où les fossiles de Sweetognathus whitei et de Mesogondolella bisselli font leur apparition.
La base de l'étage de l'Artinskien est définie comme la place dans les enregistrements stratigraphiques où les fossiles de Sweetognathus whitei et de Mesogondolella bisselli font leur apparition. 
Le sommet de l'Artinskien (qui est aussi la base de Kungurien) est défini comme la place dans les enregistrements stratigraphiques où les fossiles de Neostreptognathodus pnevi et de Neostreptognathodus exculptus font leur apparition.
La base de l'étage du Kungurien est définie comme la place dans les enregistrements stratigraphiques où les fossiles de Neostreptognathodus pnevi et de Neostreptognathodus exculptus font leur apparition. 
Le sommet du Kungurien (qui est aussi la base de la série du Roadien et du Guadalupien) est défini comme la place dans les enregistrements stratigraphiques où les fossiles de Jinogondolella nanginkensis font leur apparition. 
Le Kungurien contient trois biozones à conodontes:
- la zone de Neostreptognathodus sulcoplicatus
- la zone de Neostreptognathodus prayi
- la zone de Neostreptognathodus pnevi

#### Guadalupien
La base du Roadien est définie comme la place dans les enregistrements stratigraphiques où les fossiles de Jinogondolella nankingensis font leur apparition. 
Le sommet du Roadien (qui est aussi la base de l'étage du Wordien) est placé à la première apparition de fossiles de Jinogondolella aserrata.
La base de l'étage du Wordien est définie comme la place dans les enregistrements stratigraphiques où les fossiles de Jinogondolella aserrata font leur apparition. 
Le sommet du Wordien (qui est aussi la base de l'étage du Capitanien) est défini comme la place dans les enregistrements stratigraphiques où les fossiles de Jinogondolella postserrata font leur apparition.
La base de l'étage du Capitanien est définie comme la place dans les enregistrements stratigraphiques où les fossiles de Jinogondolella postserrata font leur apparition. 
Le sommet du Capitanien (qui est aussi la base de la série du Wuchiapingien et du Lopingien) est défini comme la place dans les enregistrements stratigraphiques où Clarkina postbitteri postbitteri fait son apparition. 
le Capitanien contient trois biozones à conodontes:
- la zone de Clarkina postbitteri hongshuiensis
- la zone de Jinogondolella altudaensis
- la zone de Jinogondolella postserrata

#### Lopingien
La base de l'étage du Wuchiapingien est définie comme la place dans les enregistrements stratigraphiques où Clarkina postbitteri postbitteri fait son apparition. 
Le sommet du Wuchiapingien (qui est aussi la base du Changhsingien) est placé à la première apparition de l'espèce de conodontes Clarkina wangi.
La base de l'étage du Changhsingien est à la première apparition de Clarkina wangi. 
Le sommet du Changhsingien (qui est aussi la base de l'étage de l'Indusien et du système du Trias) est placé à la première apparition de Hindeodus parvus.

## Conodontes de l'ère Mésozoïque

### Conodontes du Trias

#### Début du Trias
La base de l'étage de l'Indusien (qui est aussi la base de la série du Trias inférieur, la base du système Triassique et la base de l'ère Mésozoïque) est définie comme the place dans les enregistrements fossiles où Hindeodus parvus fait son apparition.
La base de l'Olénékien est à la toute première occurrence de Neospathodus waageni. 
Elle est définie comme se terminant près des toutes premières occurrences of Chiosella timorensis.

#### Trias moyen
La base de l'étage de l'Anisien (qui est aussi la base de la série du Trias moyen) est parfois mise à la première apparition de Chiosella timorensis dans les enregistrements stratigraphiques. 
Le sommet de l'Anisien (qui est aussi la base du Ladinien) est placé à la première apparition de Neogondolella praehungarica.
Le Ladinien est défini par la première apparition de Budurovignathus praehungaricus.

#### Trias supérieur
Le sommet du Carnien (qui est aussi la base du Norien) est aux biozones des conodontes Metapolygnathus communisti ou Metapolygnathus primitius.
L'Alaunien, aussi connu sous le nom de "Norien moyen", est un sous-âge du Trias supérieur. Il commence avec la première apparition de Cypridodella multidentata. Le sous-étage se termine avec la première apparition de Cypridodella bidentata.
Le sommet du Norien (qui est aussi la base du Rhétien) est proche de la première apparition de Misikella spp. et de Epigondolella mosheri.
La base du Rhétien est définie par la première apparition du conodonte Misikella posthernsteini dans le profil type de Steinberkogel au-dessus de Hallstatt en Autriche.

### Conodontes du Jurassique

#### Jurassique inférieur
Dans les océans profonds de la Panthalassa (par exemple à Inuyama au Japon) ou dans les bassins sédimentaires les plus isolés (par exemple à Csővár en Hongrie,), l'extinction des conodontes se produit plus tard, c'est-à-dire au Jurassique Inférieur pendant la première partie de l'Hettangien.
Au niveau du site d'Inuyama au Japon, le dernier représentant des conodontes est Axiothea posthernsteini (Kozur & Mock) Fahraeus & Ryley, 1989.